# Ченчи, Серафино
Серафино Ченчи (итал. Serafino Cenci; 20 мая 1676, Рим, Папская область — 24 июня 1740, там же) — итальянский куриальный кардинал и доктор обоих прав. Архиепископ Беневенто с 18 декабря 1733 по 24 июня 1740. Кардинал-священник с 24 марта 1734, с титулом церкви Сант-Аньезе-фуори-ле-Мура с 27 июня 1735 по 24 июня 1740.